# 中吉 (アルバム)
『Major Debut 10th Anniversary Album 中吉』（メジャー・デビュー・テンス・アニバーサリー・アルバム ちゅうきち）は、2022年9月21日にSME Recordsから発売された私立恵比寿中学のメジャーデビュー10周年記念アルバム。

## 概要
私立恵比寿中学（エビ中）が2012年のメジャーデビューから10周年を記念してリリースしたアルバム。2枚組のCDに新曲5曲を含む全29曲が収録され、初回生産限定盤と通常盤の2形態で発売された。
タイトルの『中吉』は、アルバム『中人』『中卒』『中辛』などと同じく左右対称の漢字を2文字並べたもので、エビ中なりの幸せの形とその歩みをエビ中ファミリー（ファン）と祝いたいという思いが込められている。
DISC1は、メジャーデビュー後に発表された138曲に対するエビ中ファミリー（ファン）のリクエスト投票結果をもとに、エビ中スタッフで構成された16曲が収録。DISC2は過去の曲を9人体制で再レコーディングした8曲と、新曲「エビ中出席番号の歌 その3」および先行配信された新曲4曲の計13曲が収録されている。
なお、過去の編成がリリースした楽曲は再レコーディングした上で収録されていた『FAMIEN'21 L.P.』『中卒』『中辛』と異なり、DISC1では元メンバーの歌声がそのまま収録されている。ベスト盤に過去の編成による音源が収録されるのは『エビ中の絶盤ベスト〜おわらない青春〜』以来。
通常盤のジャケットは、アルバム『中人』『金八』『穴空』と同じ旧SME市ヶ谷ビル正面玄関（現在の武蔵野美術大学市ヶ谷キャンパス）で撮影された。

## 収録曲
| #         | タイトル                            | 作詞                   | 作曲              | 編曲                     | 時間  |
| --------- | ----------------------------------- | ---------------------- | ----------------- | ------------------------ | ----- |
| 1.        | 「仮契約のシンデレラ（long ver.）」 | 杉山勝彦               | 杉山勝彦          | 杉山勝彦                 | 5:18  |
| 2.        | 「誘惑したいや」                    | 田村歩美               | 田村歩美          | 田村歩美                 | 5:39  |
| 3.        | 「ラブリースマイリーベイビー」      | IMAKISASA              | IMAKISASA         | APAZZI IMAKISASA         | 4:54  |
| 4.        | 「ハイタテキ!」                     | TAKUYA (ROBOTS) MEG.ME | TAKUYA (ROBOTS)   | TAKUYA (ROBOTS) 飯塚啓介 | 4:43  |
| 5.        | 「PLAYBACK」                        | 久保田真悟 栗原暁      | 久保田真悟 栗原暁 | 久保田真悟               | 5:05  |
| 6.        | 「スーパーヒーロー」                | YuReeNa                | kzm               | CHOKKAKU                 | 4:27  |
| 7.        | 「ポップコーントーン」              | 田村歩美               | 田村歩美          | 田村歩美                 | 4:30  |
| 8.        | 「感情電車」                        | 田村歩美               | 田村歩美          | 田村歩美                 | 5:04  |
| 9.        | 「なないろ」                        | 池田貴史               | 池田貴史          | 池田貴史 山口寛雄        | 4:12  |
| 10.       | 「HOT UP!!!」                       | Jose (TOTALFAT)        | Jose (TOTALFAT)   | Kuboty Jose (TOTALFAT)   | 4:37  |
| 11.       | 「シンガロン・シンガソン」          | 大森元貴               | 大森元貴          | 大森元貴 山下洋介        | 4:38  |
| 12.       | 「星の数え方」                      | invisible manners      | invisible manners | 関口シンゴ               | 5:28  |
| 13.       | 「ジャンプ」                        | 石崎ひゅーい           | 石崎ひゅーい      | Tomi Yo                  | 4:32  |
| 14.       | 「愛のレンタル」                    | はっとり               | はっとり          | マカロニえんぴつ         | 4:16  |
| 15.       | 「ハッピーエンドとそれから」        | 石原慎也               | 石原慎也          | 板井直樹                 | 5:02  |
| 16.       | 「Anytime, Anywhere」               | 大橋ちっぽけ           | 大橋ちっぽけ      | 岩崎隆一                 | 3:48  |
| 合計時間: | 合計時間:                           | 合計時間:              | 合計時間:         | 合計時間:                | 76:13 |

| #         | タイトル                           | 作詞                   | 作曲                     | 編曲                     | 時間  |
| --------- | ---------------------------------- | ---------------------- | ------------------------ | ------------------------ | ----- |
| 1.        | 「エビ中出席番号の歌 その3」       | 前山田健一             | 前山田健一               | さつき が てんこもり     | 4:51  |
| 2.        | 「仮契約のシンデレラ（中吉ver.）」 | 杉山勝彦               | 杉山勝彦                 | 杉山勝彦                 | 4:44  |
| 3.        | 「スターダストライト（中吉ver.）」 | fu_mou                 | fu_mou                   | fu_mou                   | 5:07  |
| 4.        | 「パクチー（中吉ver.）」           | シライシ紗トリ         | シライシ紗トリ           | シライシ紗トリ           | 3:16  |
| 5.        | 「ハイタテキ!（中吉ver.）」        | TAKUYA (ROBOTS) MEG.ME | TAKUYA (ROBOTS)          | TAKUYA (ROBOTS) 飯塚啓介 | 4:43  |
| 6.        | 「全力☆ランナー（中吉ver.）」      | 杉山勝彦               | 杉山勝彦                 | 杉山勝彦                 | 4:35  |
| 7.        | 「紅の詩（中吉ver.）」             | TAKUYA (ROBOTS)        | TAKUYA (ROBOTS)          | TAKUYA (ROBOTS) 飯塚啓介 | 4:29  |
| 8.        | 「YELL（中吉ver.）」               | IMAKISASA              | IMAKISASA                | ツカダタカシゲ IMAKISASA | 5:12  |
| 9.        | 「Family Complex（中吉ver.）」     | 岡崎体育               | 岡崎体育                 | 岡崎体育 野村陽一郎      | 5:48  |
| 10.       | 「青春ゾンビィィズ」               | TAKUYA (ROBOTS)        | TAKUYA (ROBOTS)          | EFFY                     | 4:13  |
| 11.       | 「新未来センセーション」           | けんたあろは           | けんたあろは             | けんたあろは             | 3:41  |
| 12.       | 「Bang Bang Beat」                 | Giz'Mo (Jam9)          | ArmySlick Giz'Mo (Jam-9) | ArmySlick                | 4:48  |
| 13.       | 「ヘロー」                         | harha                  | harha                    | ササノマリイ             | 3:51  |
| 合計時間: | 合計時間:                          | 合計時間:              | 合計時間:                | 合計時間:                | 59:18 |

| 私立恵比寿中学： - 真山りか - 安本彩花 - 星名美怜 - 柏木ひなた - 小林歌穂（CD1：#1-#2は不参加） - 中山莉子（CD1：#1-#2は不参加） - 桜木心菜（CD1：#1-#14は不参加） - 小久保柚乃（CD1：#1-#14は不参加） - 風見和香（CD1：#1-#14は不参加） | 元メンバー： - 瑞季（CD1：#1-#2まで） - 杏野なつ（CD1：#1-#2まで） - 鈴木裕乃（CD1：#1-#2まで） - 廣田あいか（CD1：#1-#11まで） - 松野莉奈（CD1：#1-#7まで） |

エビ中出席番号の歌 その3
2021年転入の3名を含む新9人バージョン。
ベストアルバム『エビ中の絶盤ベスト〜おわらない青春〜』（2012年）に10人バージョン（2011年）の「エビ中出席番号の歌 その1」（作詞・作曲：前山田健一）が収録
アルバム『穴空』（2016年）に8人バージョンの「エビ中出席番号の歌 その2」（作詞・作曲：前山田健一）が収録
Family Complex（中吉ver.）
2019年発表の「Family Complex」に、2021年に転入した新メンバー3名（風見和香・桜木心菜・小久保柚乃）の歌詞を追加した2022年バージョン。後半の歌詞に各メンバーの名前が織り込まれている部分では、「かほ」と「かしわぎ」のパートの間に「ののか」「ここな」「こくぼ」のパートが追加されている。
青春ゾンビィィズ
メジャーデビュー10周年記念デジタルシングルとして2022年5月5日に先行配信
新未来センセーション
2022年6月17日先行配信
Bang Bang Beat
2022年7月20日先行配信
モバイルゲーム『ロードモバイル（Lords Mobile）』テーマソング
ヘロー
2022年8月24日先行配信

### 初回生産限定盤のみ
初回生産限定盤のみ追加でCD1枚とBlu-ray1枚が付属する。CDにはDJ和によるエビ中中吉ノンストップミックス、Blu-rayにはエビ中10年の歴史を綴ったドキュメントムービー『ANNIVERSARY POINT』が収録されている。
エビ中中吉ノンストップミックスby DJ和
1. 仮契約のシンデレラ (long ver.)
2. ちちんぷい
3. HOT UP!!!
4. ハイタテキ!
5. サドンデス
6. イート・ザ・大目玉
7. 禁断のカルマ
8. 春休みモラトリアム中学生
9. キングオブ学芸会のテーマ~Nu Skool Teenage Riot~
10. 大人はわかってくれない
11. ポップコーントーン
12. アンコールの恋
13. フユコイ
14. 春の嵐
15. 星の数え方
16. Anytime, Anywhere
17. 愛のレンタル
18. ハッピーエンドとそれから
19. 誘惑したいや
20. 全力☆ランナー
21. イヤフォン・ライオット
22. オメカシ・フィーバー
23. Family Complex
24. 靴紐とファンファーレ
25. HISTORY
26. まっすぐ
27. 23回目のサマーナイト
28. ちがうの
29. PLAYBACK
30. ジャンプ
31. 日進月歩
32. 君のままで
33. 紅の詩
34. さよなら秘密基地
35. 頑張ってる途中
36. ナチュメロらんでぶー
37. ラブリースマイリーベイビー
38. シンガロン・シンガソン
39. 感情電車
40. イエローライト
41. スーパーヒーロー
42. 青い青い星の名前
43. YELL
44. なないろ

## リリース日一覧
| 地域 | リリース日    | レーベル    | 規格         | カタログ番号                       |
| ---- | ------------- | ----------- | ------------ | ---------------------------------- |
| 日本 | 2022年9月21日 | SME Records | 3CD＋Blu-ray | SECL-2793 - 2796（初回生産限定盤） |
| 日本 | 2022年9月21日 | SME Records | 2CD          | SECL-2797 - 2798（通常盤）         |